# Aeruginospora singularis
Aeruginospora singularis là một loài nấm trong họ Tricholomataceae. Loài này được miêu tả bởi Franz Xaver Rudolf von Höhnel năm 1908, được tìm thấy ở Indonesia.